# Малий палац (Париж)
Малий палац (фр. Petit Palais) — колишній виставковий павільйон, споруджений до Всесвітньої виставки, що проходила в Парижі в 1900 році. Павільйон було споруджено в період з 1897 до 1900 років, Зараз в ньому знаходиться міський музей мистецтв (фр. Musée du Petit Palais), що включає колекції грецького, римського і єгипетського мистецтва, предмети епохи Середньовіччя та Ренесансу, колекції книг і емалей, картини голландських і фламандських майстрів XVI і XVII століть, колекції меблів і гобеленів XVIII століття, а також картини французьких митців XIX століття, включаючи роботи Делакруа та Сезанна.

## Історія
Палац був побудований для всесвітньої виставки 1900 року як тимчасова будівля. Але завдяки своїй красі після завершення виставки будівля знайшла інше застосування. В 1902 році в палаці відкрився музей. Інженером будівлі був Чарльз Жиро.
Бельгійський король Леопольд II був настільки вражений красотою будівлі, що відразу ж доручив Жиро будівництво схожого музею для свого королівства, музею Конго в Тервюрені. В 1902 році в залах палацу розмістився музей вишуканих мистецтв Парижа. Два брати, Ежен та Огюст Дютюі, подарували музею свою колекцію із двадцяти тисяч найцінніших експонатів давнини. Колекція містила експонати давнини від предметів античних часів до предметів мистецтва Середньовіччя та Ренесансу. Серед експонатів: коштовне каміння, майоліка, античні бронзові вироби, картини фламандських і голландських майстрів сімнадцятого століття, стародавні рукописи та гобелени. Пізніше, в 1930 році, свій внесок зробило і подружжя Тюк. Едуард і Джулія Тюк були американськими колекціонерами. Колекція, яку вони подарували музею, була присвячена декоративному мистецтву 18 століття. Пізніше на їх честь було названо одну з галерей Малого Палацу. Міська влада також поповнювала колекцію музею під час кожного художнього заходу. Серед останніх колекцій отриманих музеєм слід виділити колекцію ікон східного християнства. Серед всіх ікон, що належать музею, є навіть 80 російських та грецьких ікон.
Сьогодні в палаці представлено майже 1300 експонатів, серед яких роботи Рубенса, Пуссена, Рембрандта, Делакруа, Курбе та інших.

## Короткий опис
Малий палац був створений в стилі неорококо. Палац оточений колонадами. Вхідна зала палацу прикрашена чотирма настінними розписами, зробленими Альбертом Беснардом в період з 1903 по 1910 роки. Галереї, завдовжки приблизно 15 метрів, прикрашені декоративними фресками Фернана Кормола і Ролля Альфреда-Філіппа. Фернан Кормол оздобив стіни галереї зображеннями з історії Парижа, починаючи від часів битви при Лютеції і закінчуючи зображеннями французької революції. Поряд із зображеннями старого Парижа розміщені зображення сучасного міста, виконані Роллєм Альфредом-Філіппом.
У внутрішньому саду Малого палацу ростуть екзотичні рослини. Склепінчаста стеля саду прикрашена фресками Поля Бодуена. Під садом розташовується зал майже на 200 місць. Вхідна брама та перила сходів, що ведуть до ротонди (круглої зали з куполоподібною стелею) були розроблені Чарльзом Жиро. Вхід до ротонди освітлюється завдяки вітражам. Підлога галерей та перший поверх ротонди прикрашена мозаїкою Фасчіна. Увінчує палац великий скляний купол, завдяки якому проміння сонця потрапляло до зали. Проте пізніше спеціалісти дійшли висновку, що така велика кількість світла може нашкодити деяким експонатам. Через це довелось встановити перегородки та підвісні стелі.

## Реконструкція палацу
У 2000 році музей закрили на реконструкцію. Реконструкція тривала 5 років. І лише в 2005 році музей знову відкрили.
Відповідальними за реконструкцію були Філіпп Ше і Жан-Поль Морель. Архітектори не тільки повернули музею світло, а й збільшили розмір музею. Площа музею на сьогодні становить приблизно 22 тисячі квадратних метрів. Це в 7 разів більше за початковий розмір палацу.

## Колекції
Всі експонати музею розподілені на колекції:
- Париж 1900 р.

До експонатів цієї колекції належать такі експонати живопису як
Чотири пори року: Весна, Літо, Осінь, Зима Сезанна, Жінка в рукавичках Хирона, Хвиля Майоля та ін., а також такі експонати архітектури як Пенелопа Бурделя, Чоловічий торс Родена та ін. 
- 19-те століття Серед експонатів живопису: Портрет Теодора Дюре Мане, Смерть імператора Коммода Піла та ін.
- 18-те століття
- 17-те століття
- Ренесанс
- Західний християнський світ
- Східний християнський світ
- Старожитності грецького та римського світу
- Графіка
- Колекція фотографій

## Галерея

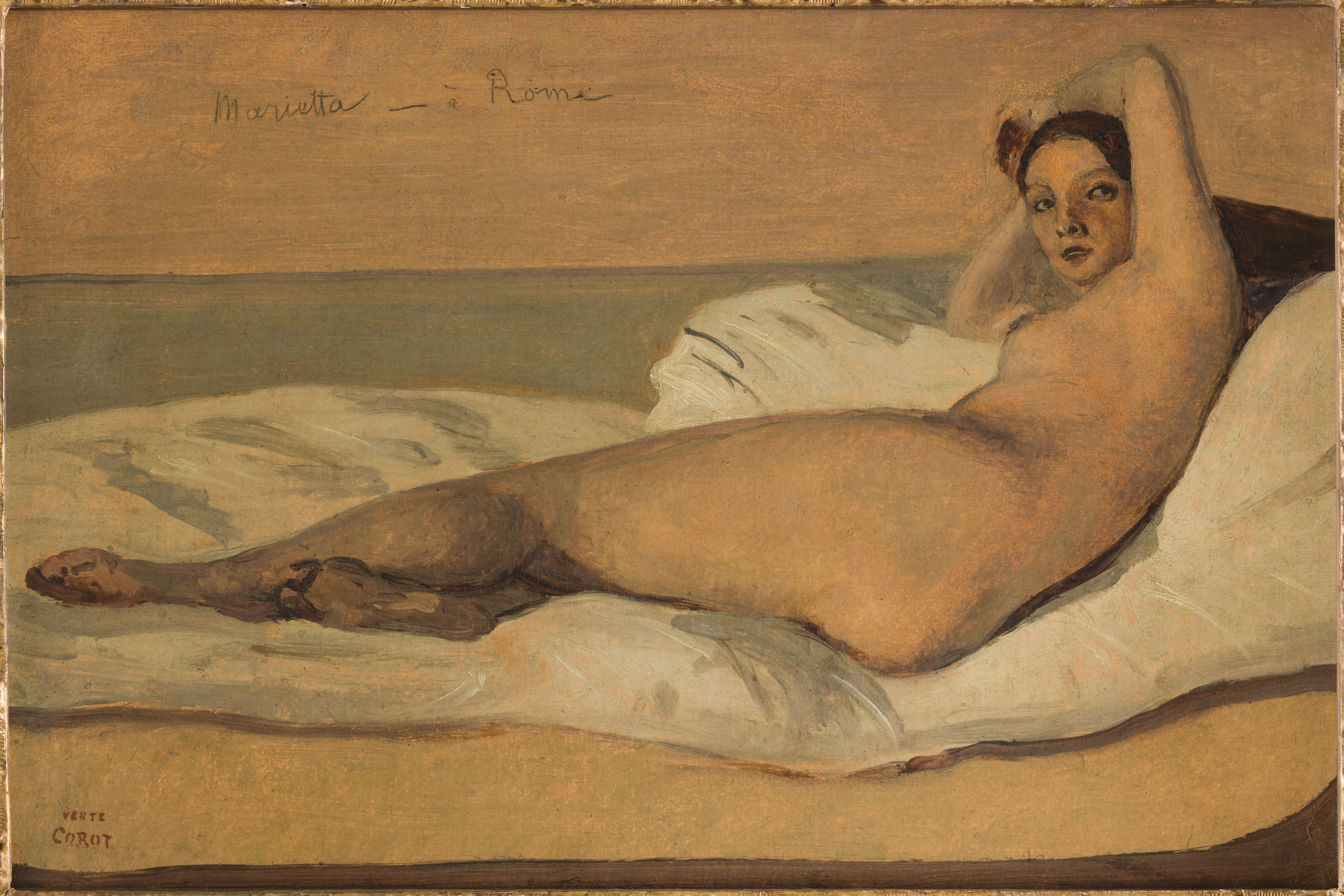
Каміль Коро. Маріетта (Римська одаліска). 1843
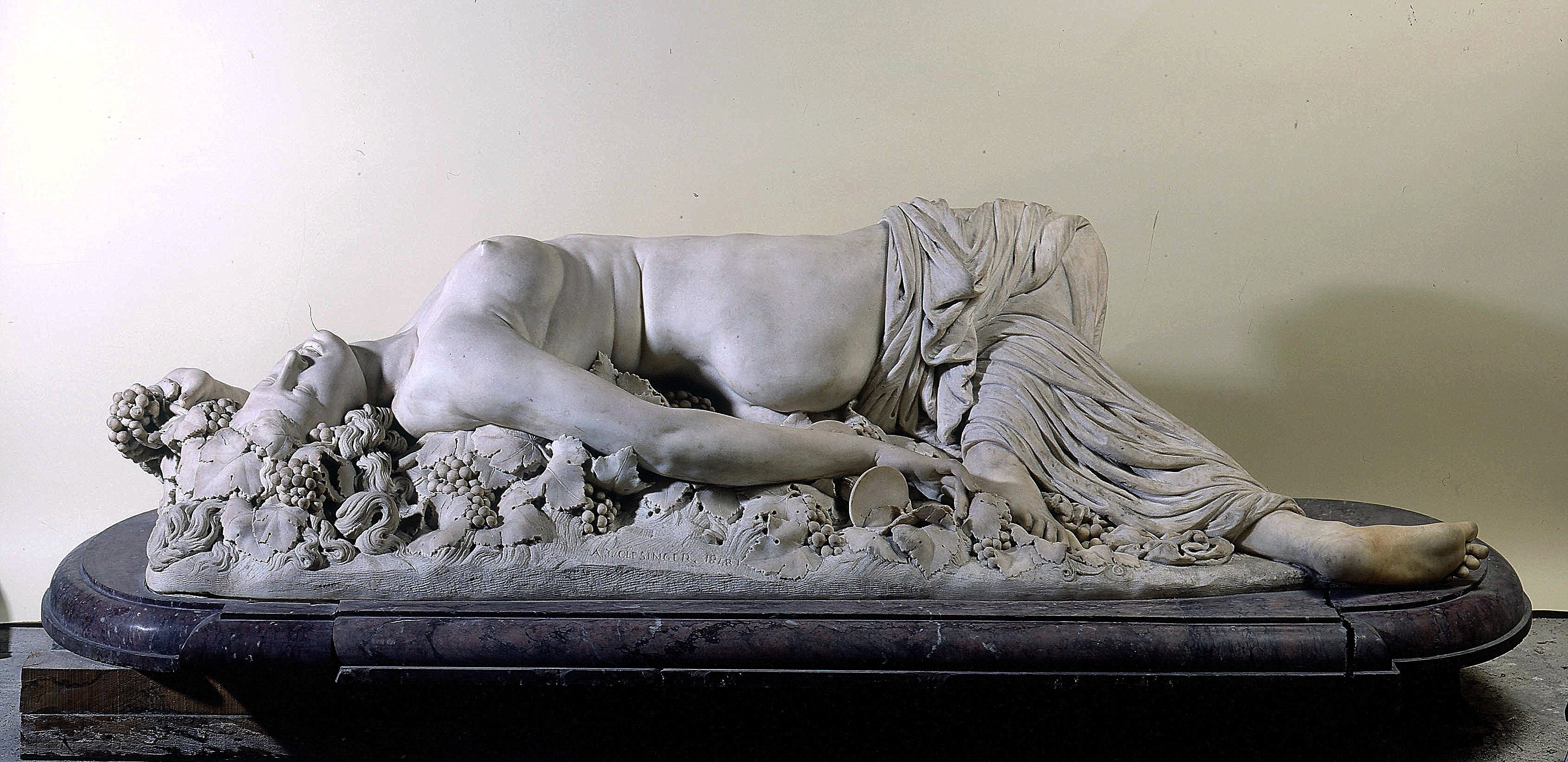
Жан-Батист Оґюст Клезинґер - Жінка, що вжалена змією. Скульптура з мармуру, 1848
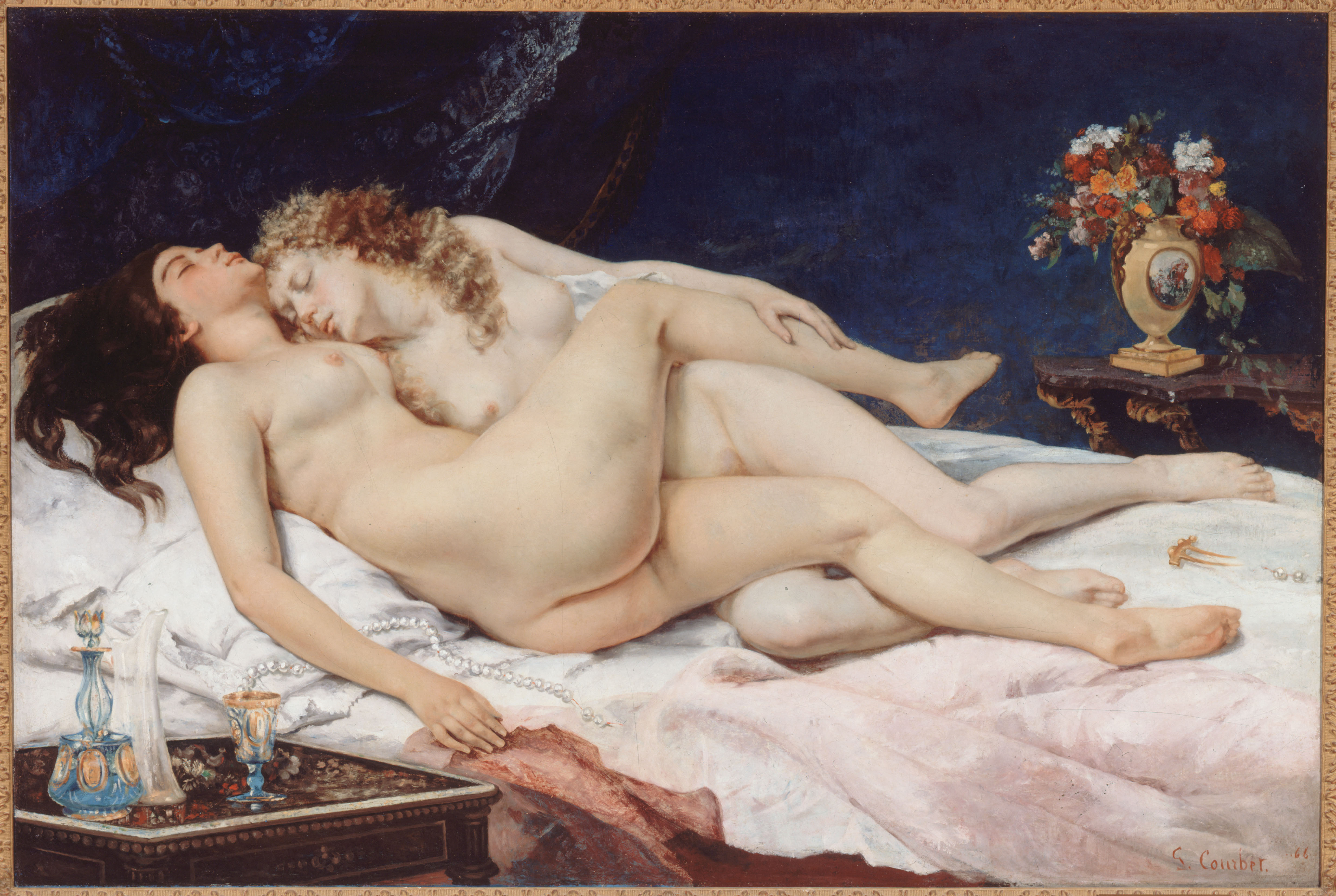
Гюстав Курбе. Сон. 1866
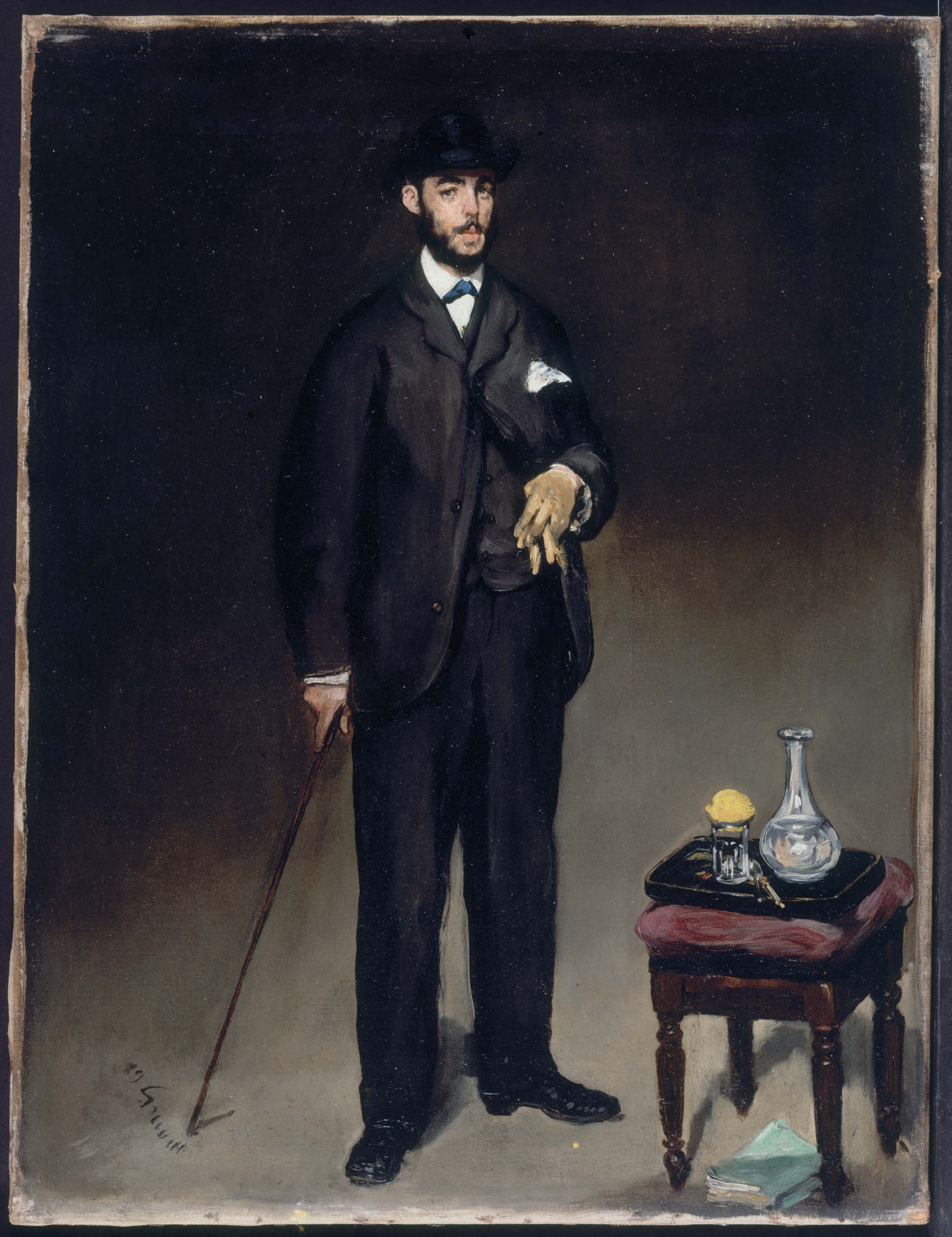
Едуар Мане. Портрет Теодора Дюре. 1868
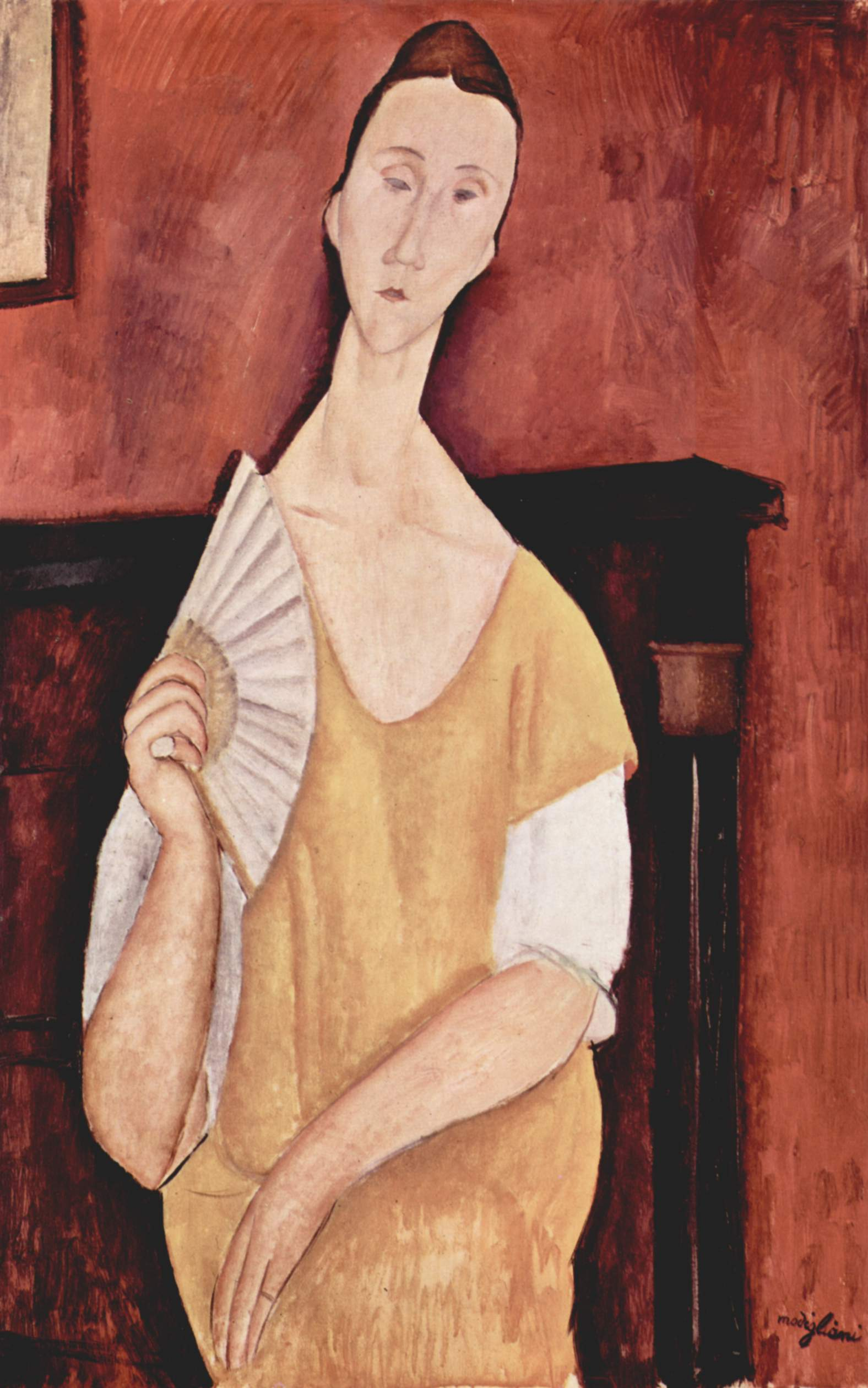
Амедео Модільяні. Портрет Лунії Чеховської з віялом. 1919